# Erkertoren

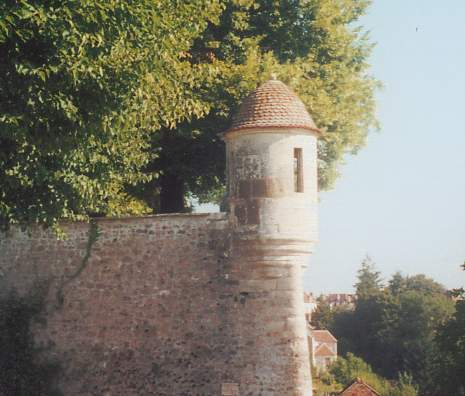
Erkertorentje uit de 16e eeuw

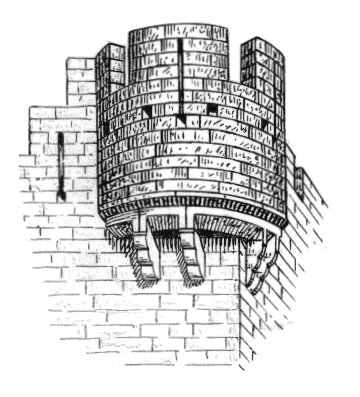

Een erkertoren of arkel, ook wel spietoren, peperbus of sentinel genoemd, is een rond of veelhoekig, overhangend torentje dat van de 12e tot en met de 16e eeuw aan of op een muur of vestingwal van oude verdedigingswerken gebouwd werd. Bij gebouwen in Neogotische en Eclectische stijl komt dit type ook voor. Kenmerkend van een erkertoren is dat deze toren zich niet verheft vanaf het maaiveld, maar op hoger niveau uit de gevel ontspruit. Een grote toren met daaraan vast verschillende erkertorentjes wordt wel een Praagse toren genoemd.

## Kenmerken
Een erkertoren kwam vaak op de hoek van twee gevels voor, maar kon ook in het midden van een gevel geplaatst zijn. De erkertoren was meestal van relatief klein formaat en diende ter bescherming van een schildwacht. Door het vrije zicht op de omgeving van het vestingwerk bood de erkertoren tevens een uitstekend observatiepunt voor wachters.
Erkertorentjes werden vaak uitgerust met schietgaten en kantelen. Zelfs aan de oudste verdedigingswerken uit de Middeleeuwen zijn erkertorentjes gebouwd. Eugène Viollet-le-Duc neemt in zijn Dictionnaire raisonné de l’architecture française du XIe au XVe siècle aan dat deze eerste erkertorens van hout gemaakt waren, die slechts in tijden van oorlog aan de muren bevestigd werden.

## Voorbeelden van erkertorens
In België kan men in de stad Gent de Peperbus zien, een erkertoren aan de Isabellakaai, een restant van een zeventiende-eeuwse verdedigingsmuur. Als voorbeeld van een gebouw in Nederland met erkertorens kan Kasteel Schaloen te Oud-Valkenburg in Zuid-Limburg dienen, waarbij zowel op de hoeken alsook in het midden van een gevelpartij exemplaren voorhanden zijn.

### Galerij van voorbeelden bij muren en gevels

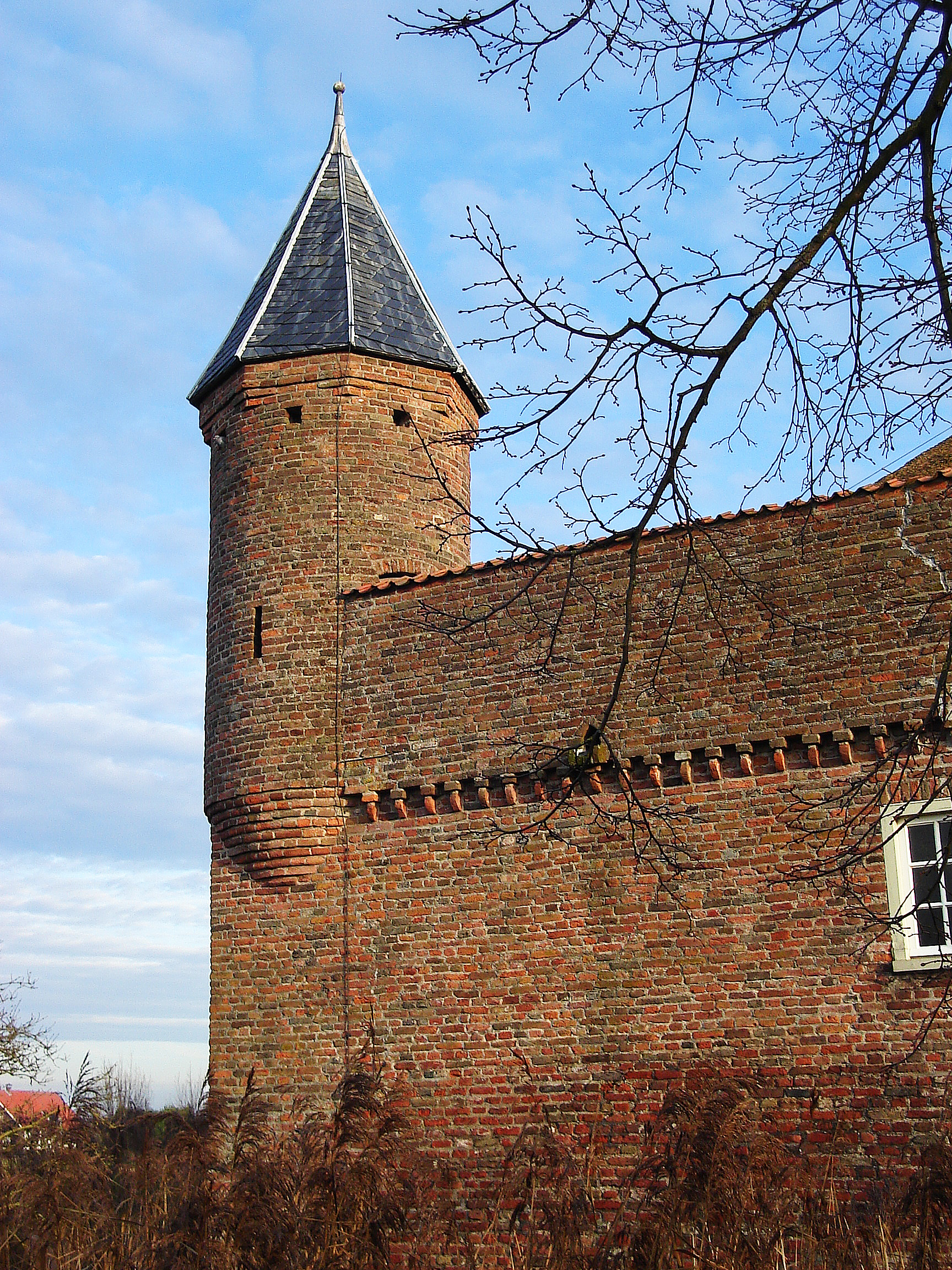
Kasteel Doornenburg
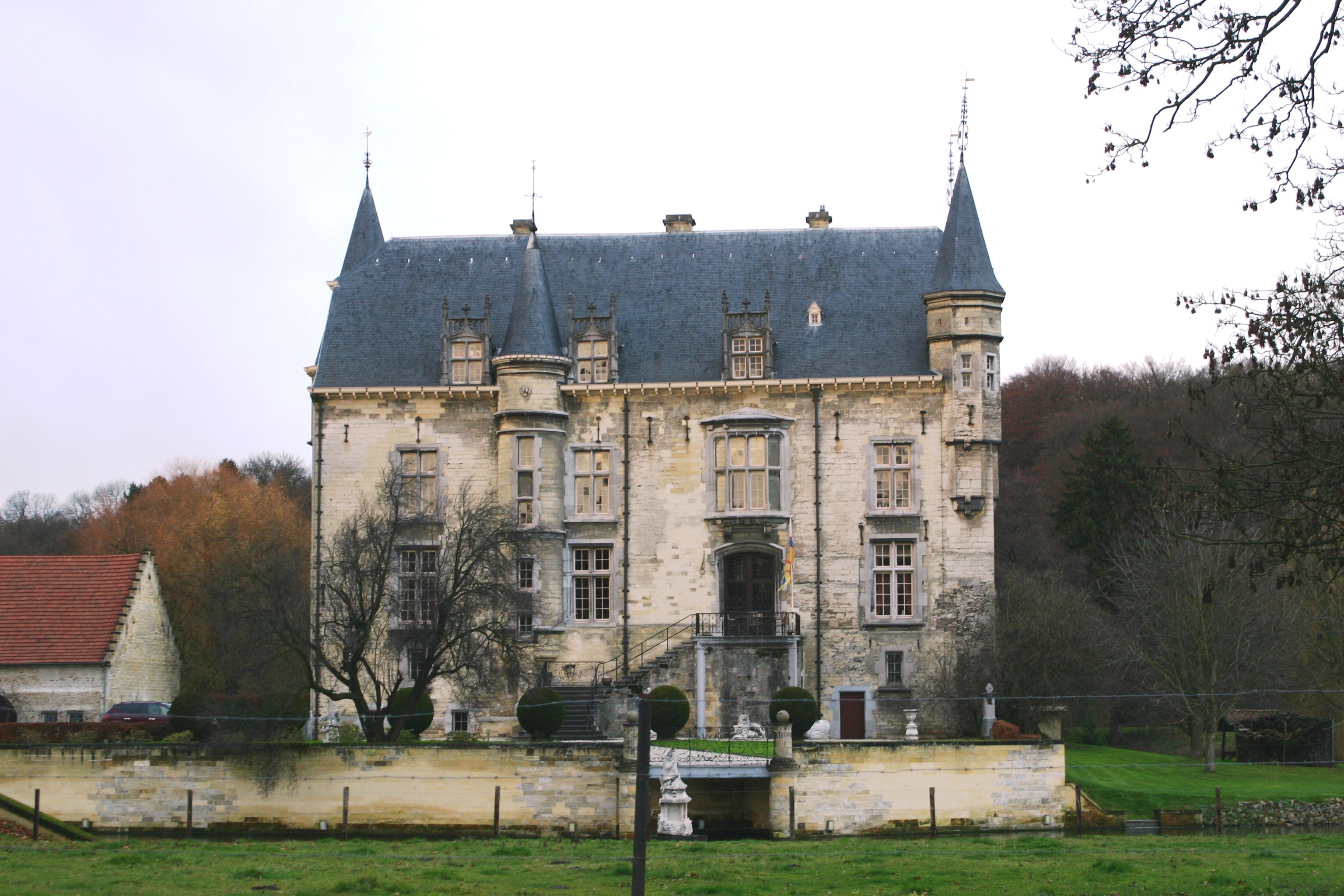
De rechtertoren is een erkertoren (Kasteel Schaloen)
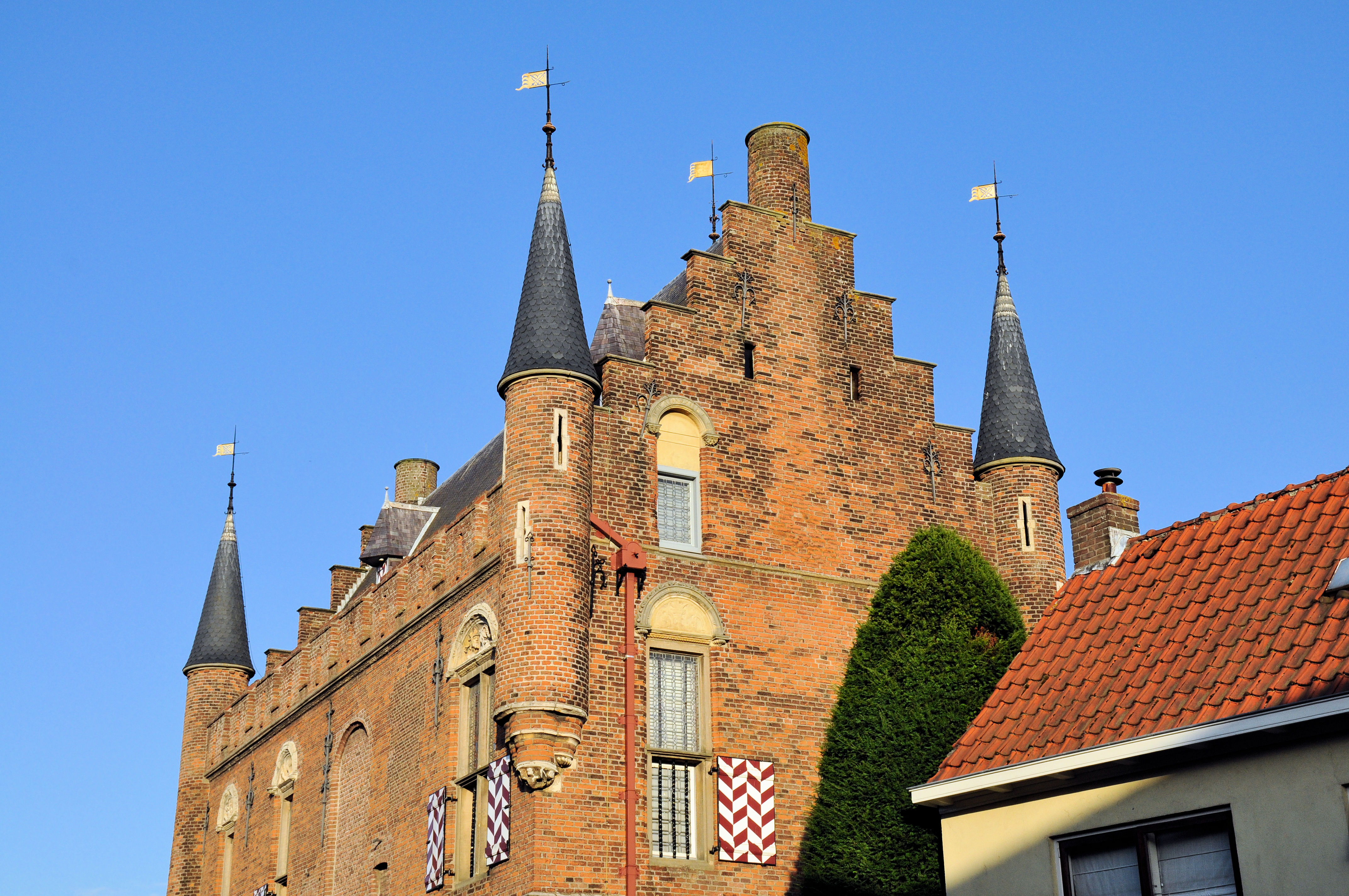
Stadskasteel Zaltbommel
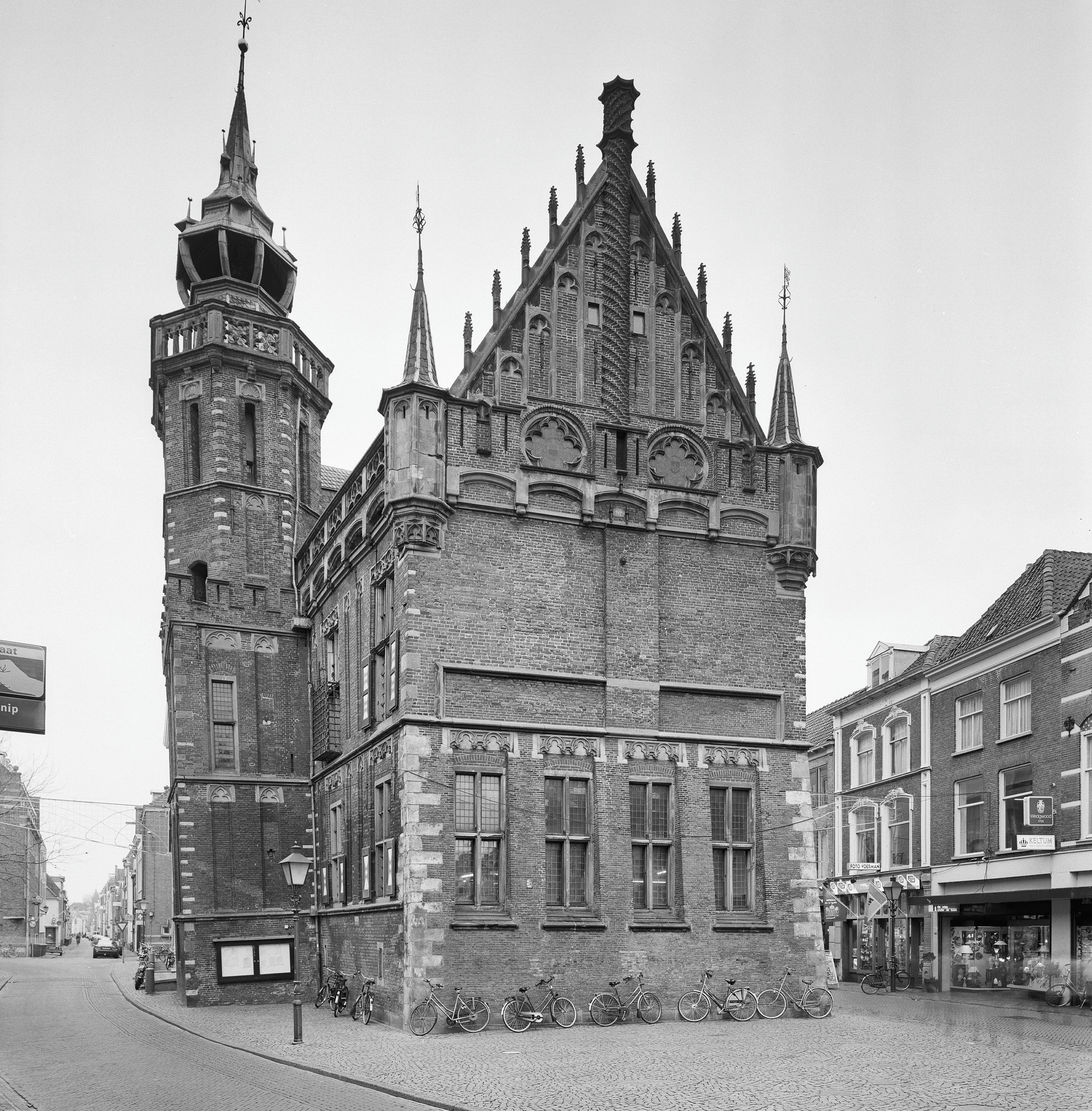
Oude Stadhuis van Kampen
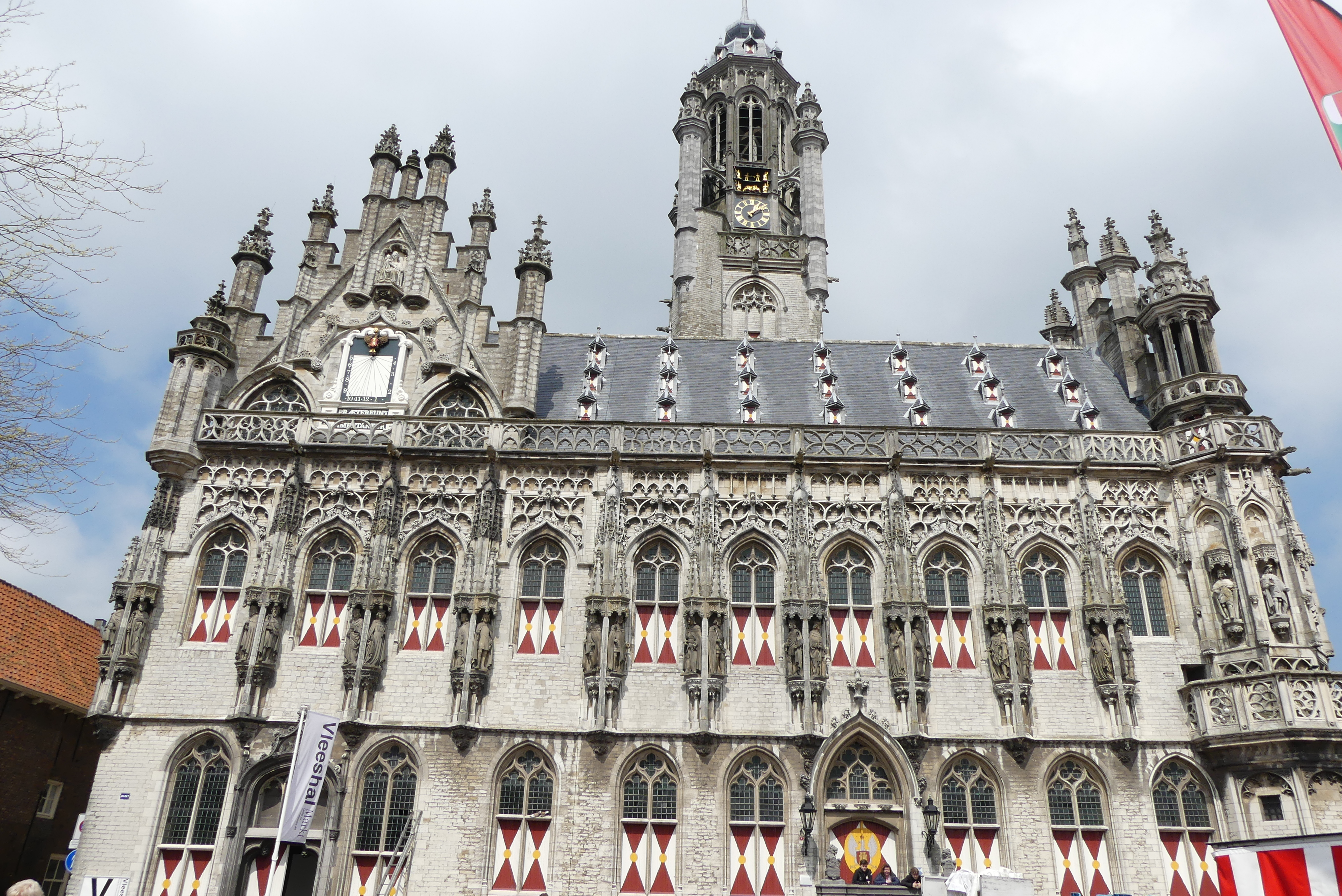
Stadhuis in Middelburg
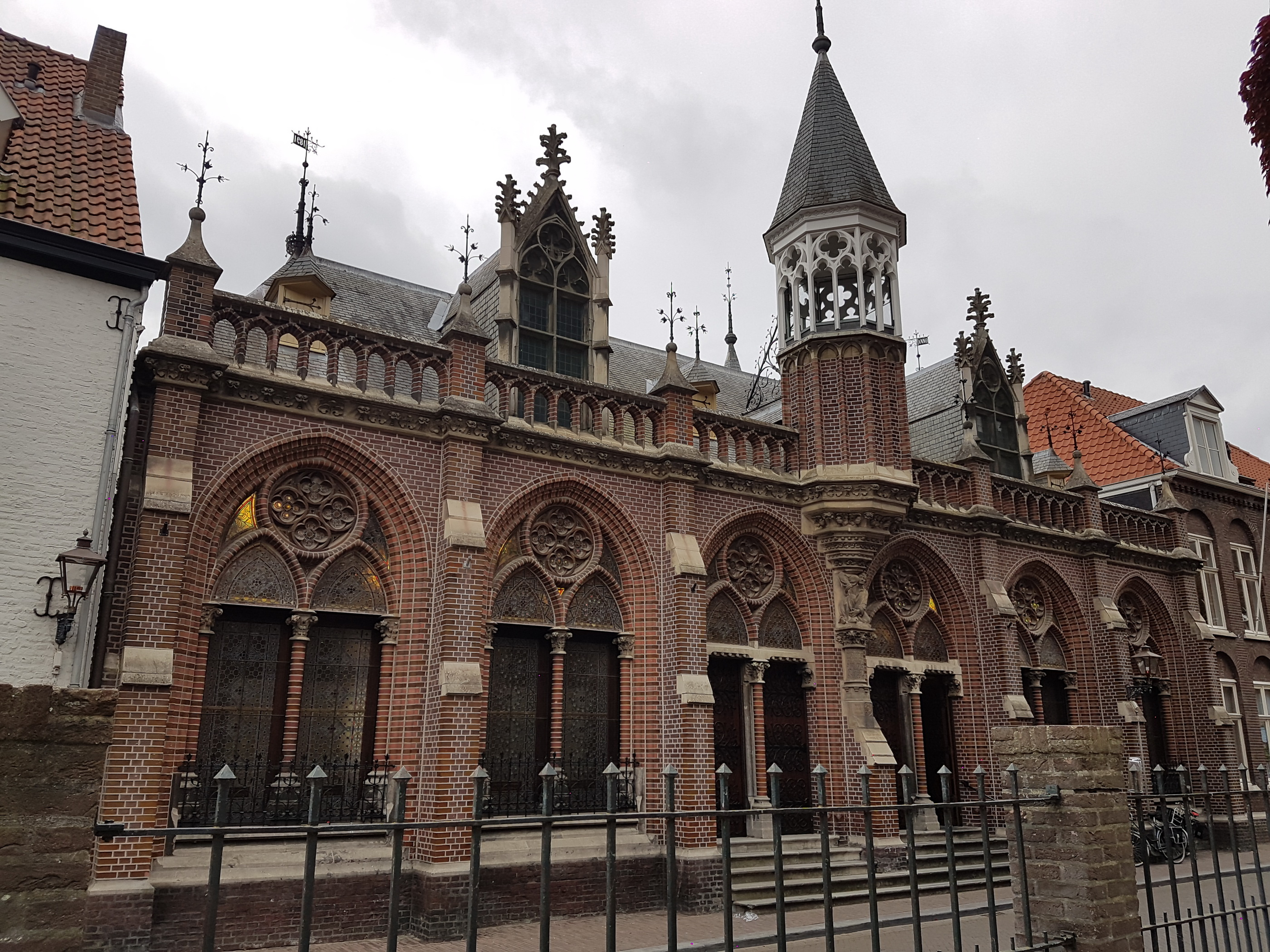
Mariapark, Sittard
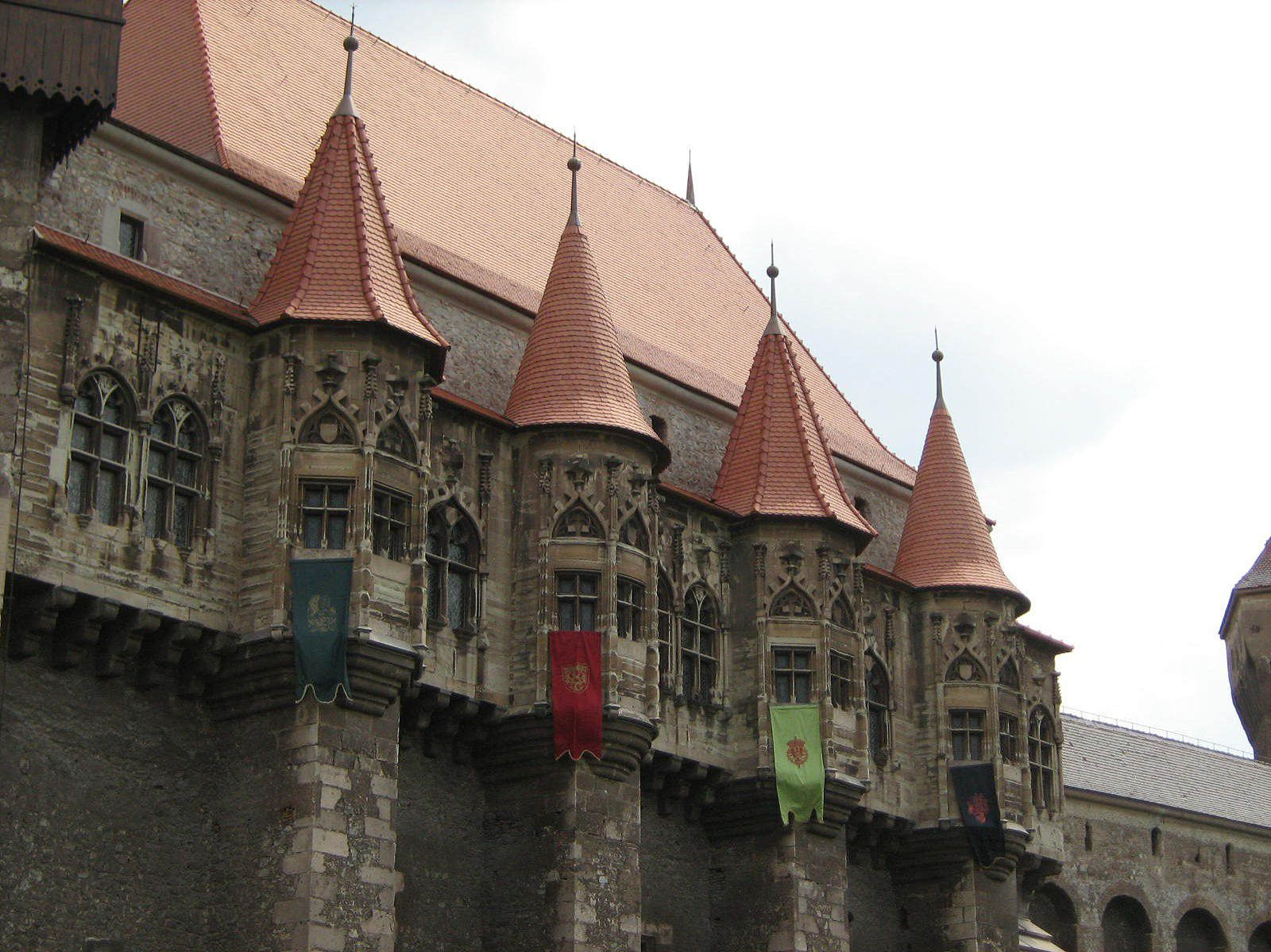
Kasteel van Hunedoara in het Roemeense Transsylvanië
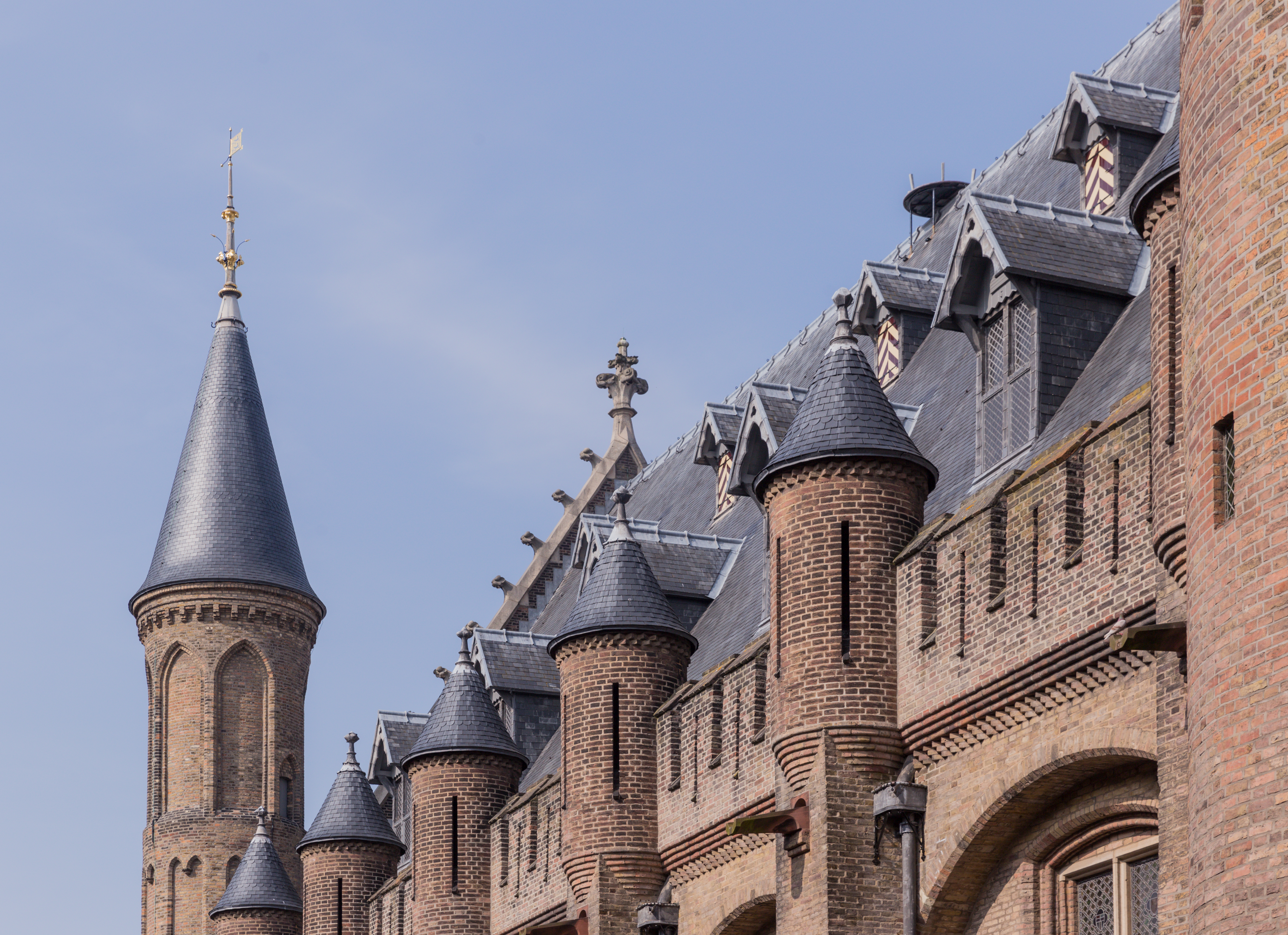
Zijgevel van de Ridderzaal op het Binnenhof in Den Haag
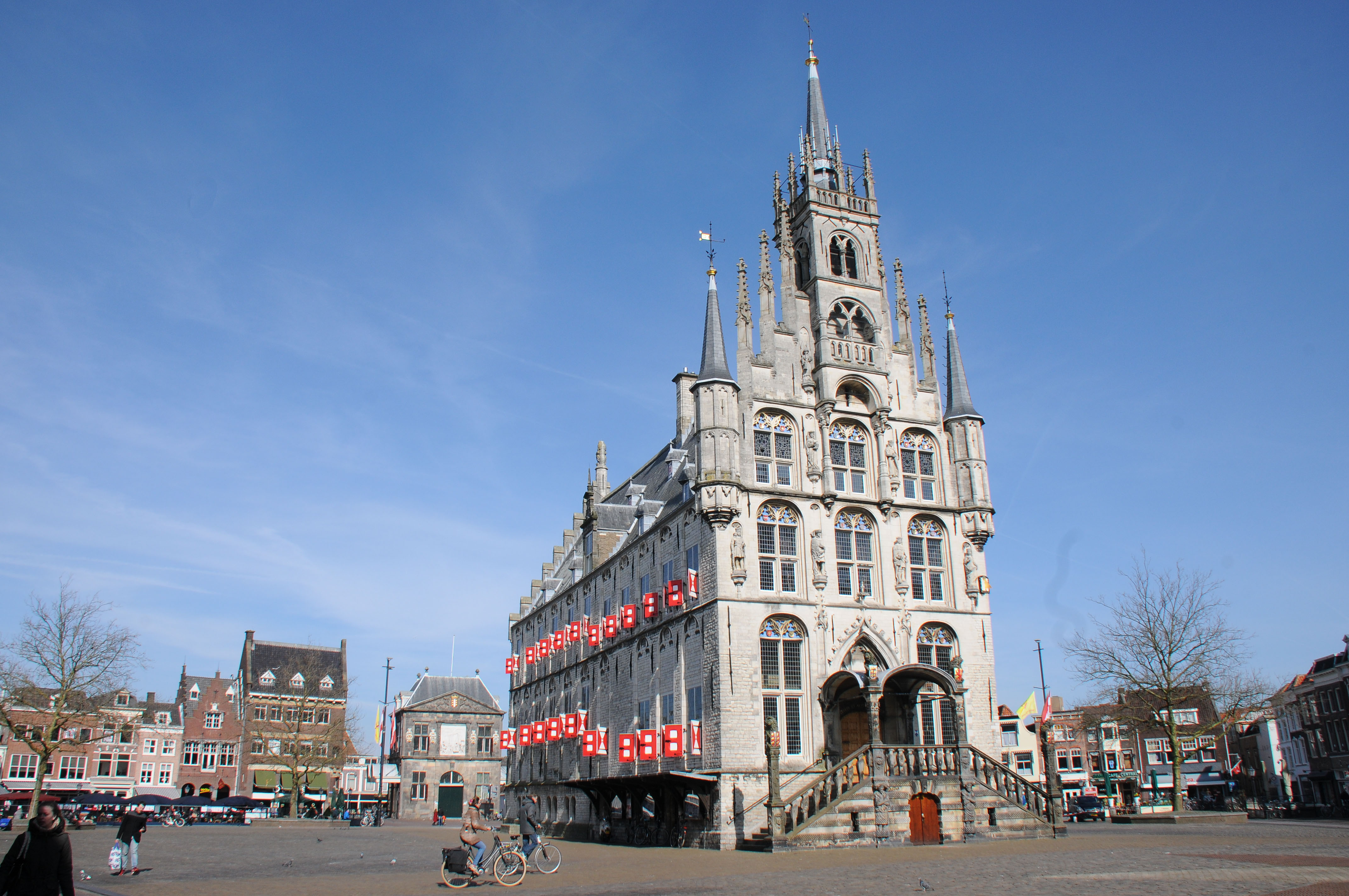
Stadhuis van Gouda
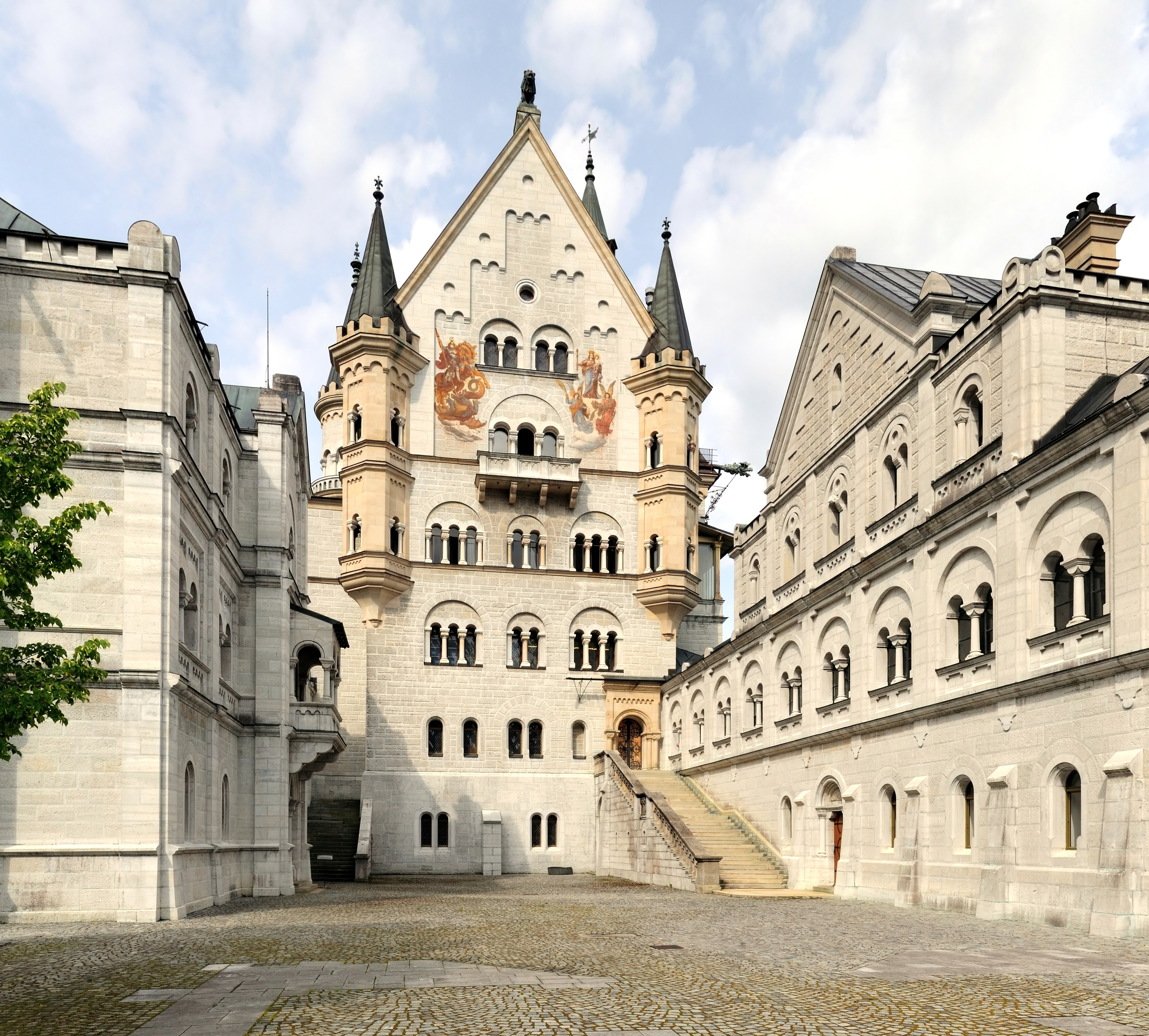
Binnenplaats Slot Neuschwanstein

### Galerij van voorbeelden bij torens

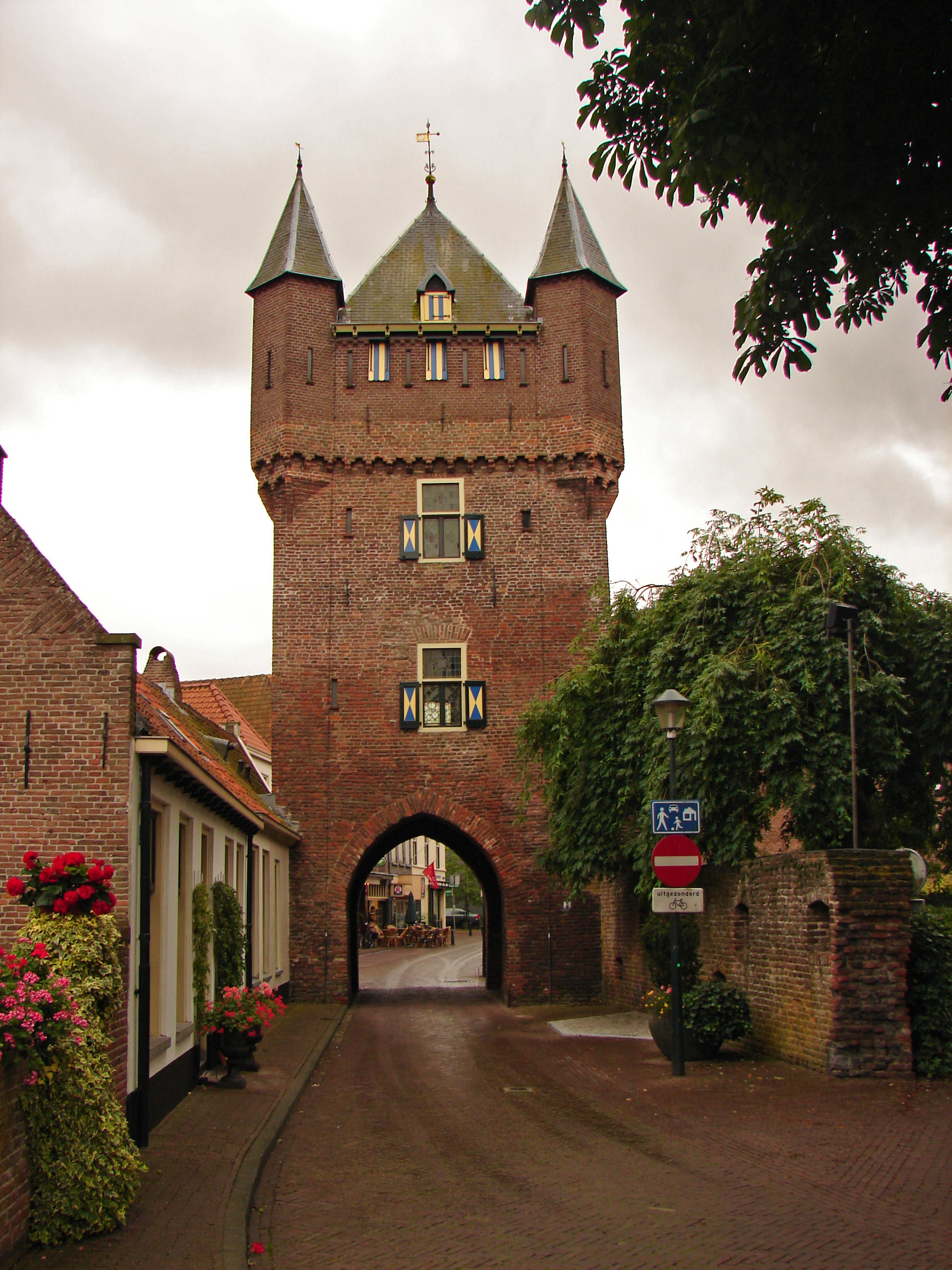
De Dijkpoort in Hattem.
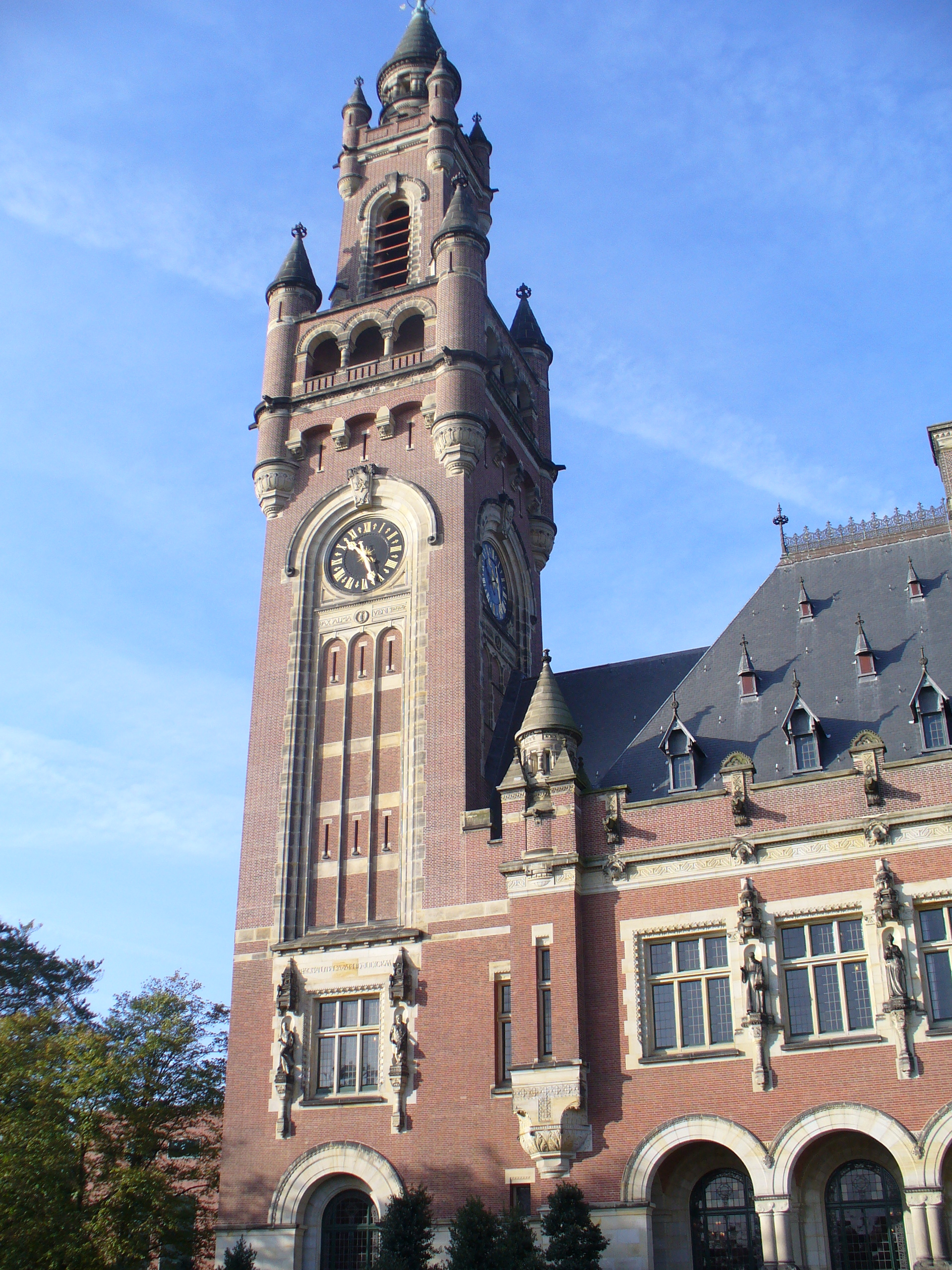
Klokkentoren van het Vredespaleis in Den Haag
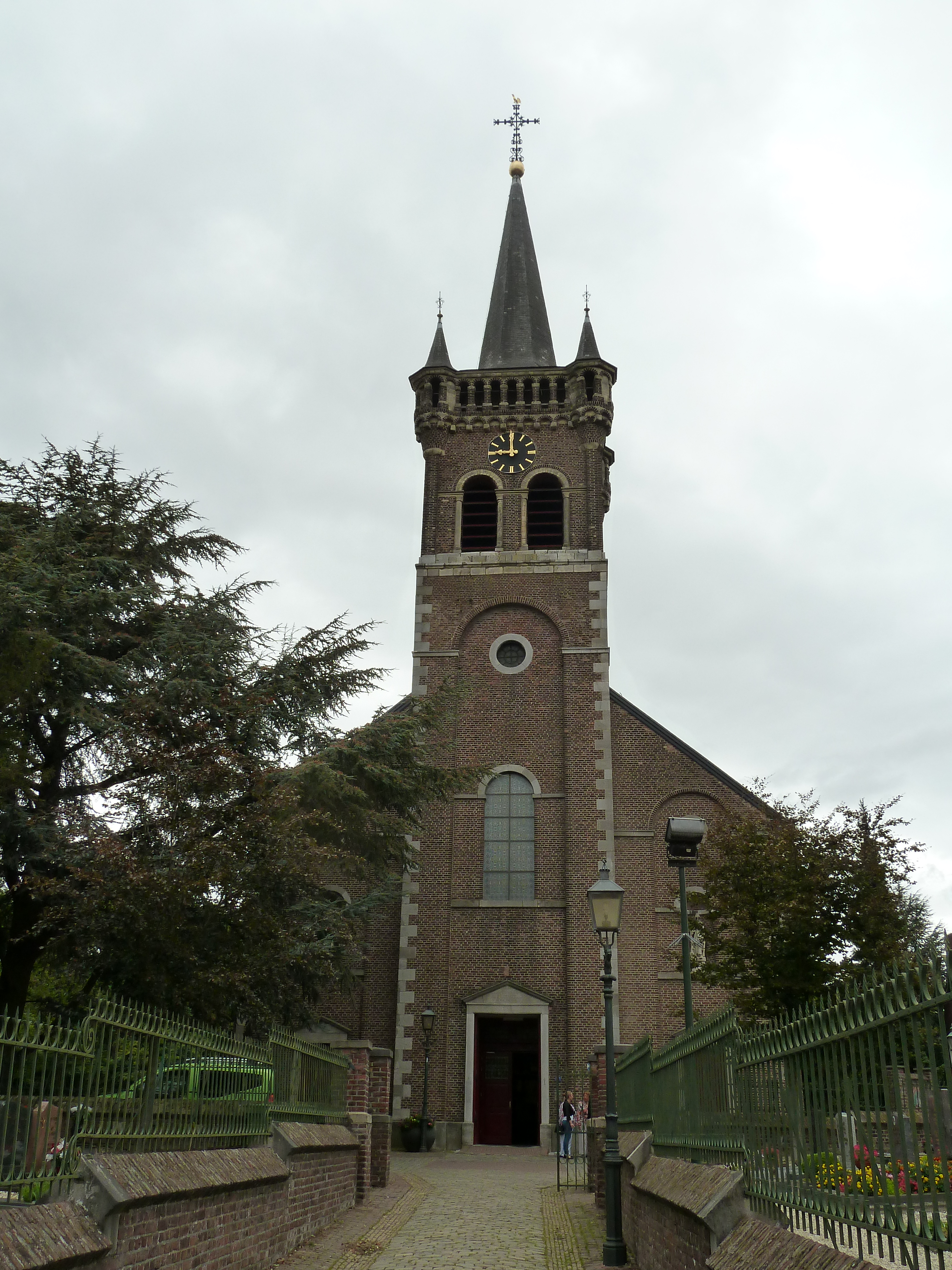
De Sint-Augustinuskerk (Elsloo)
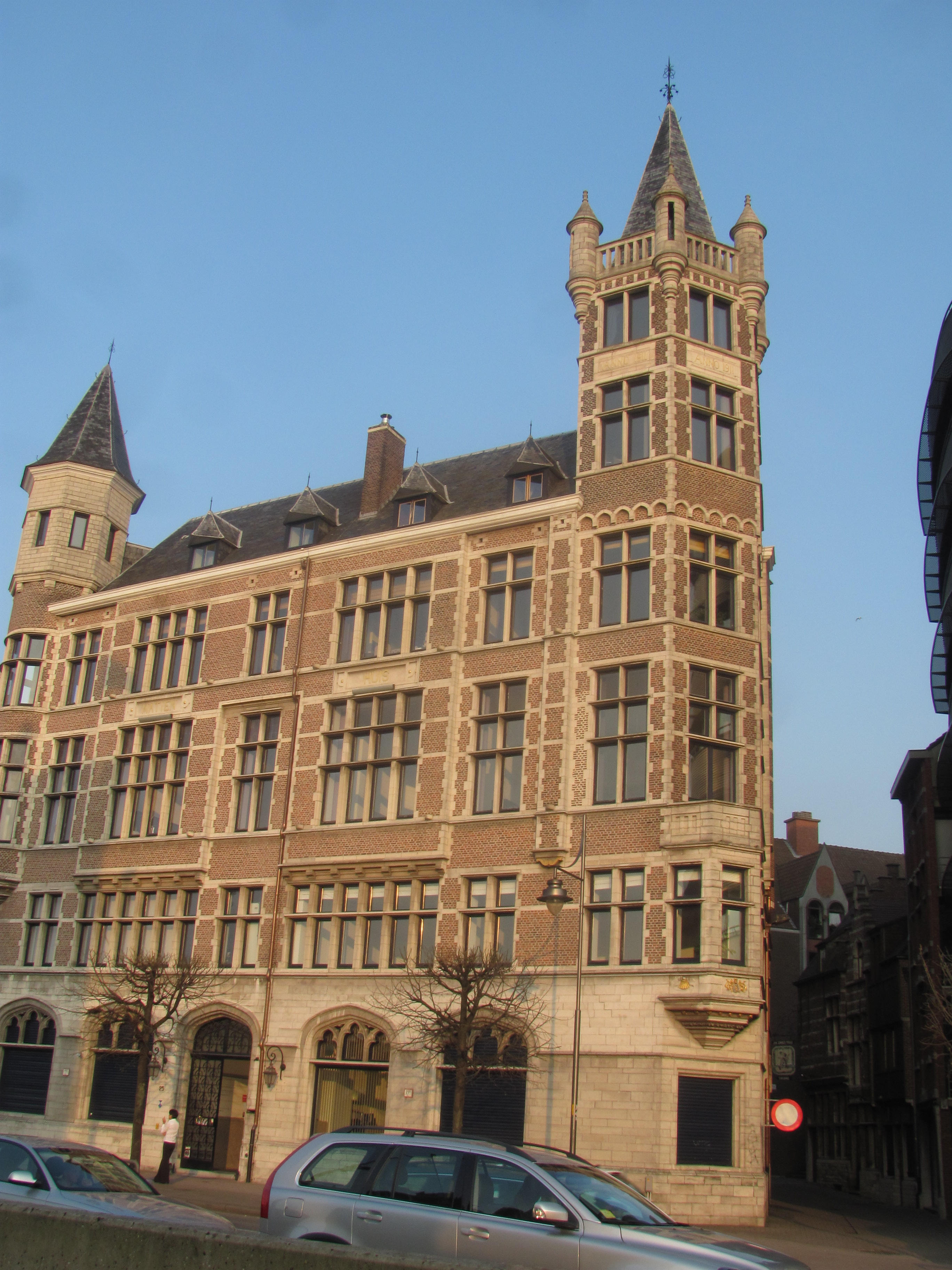
Toren Natiënhuis in Antwerpen
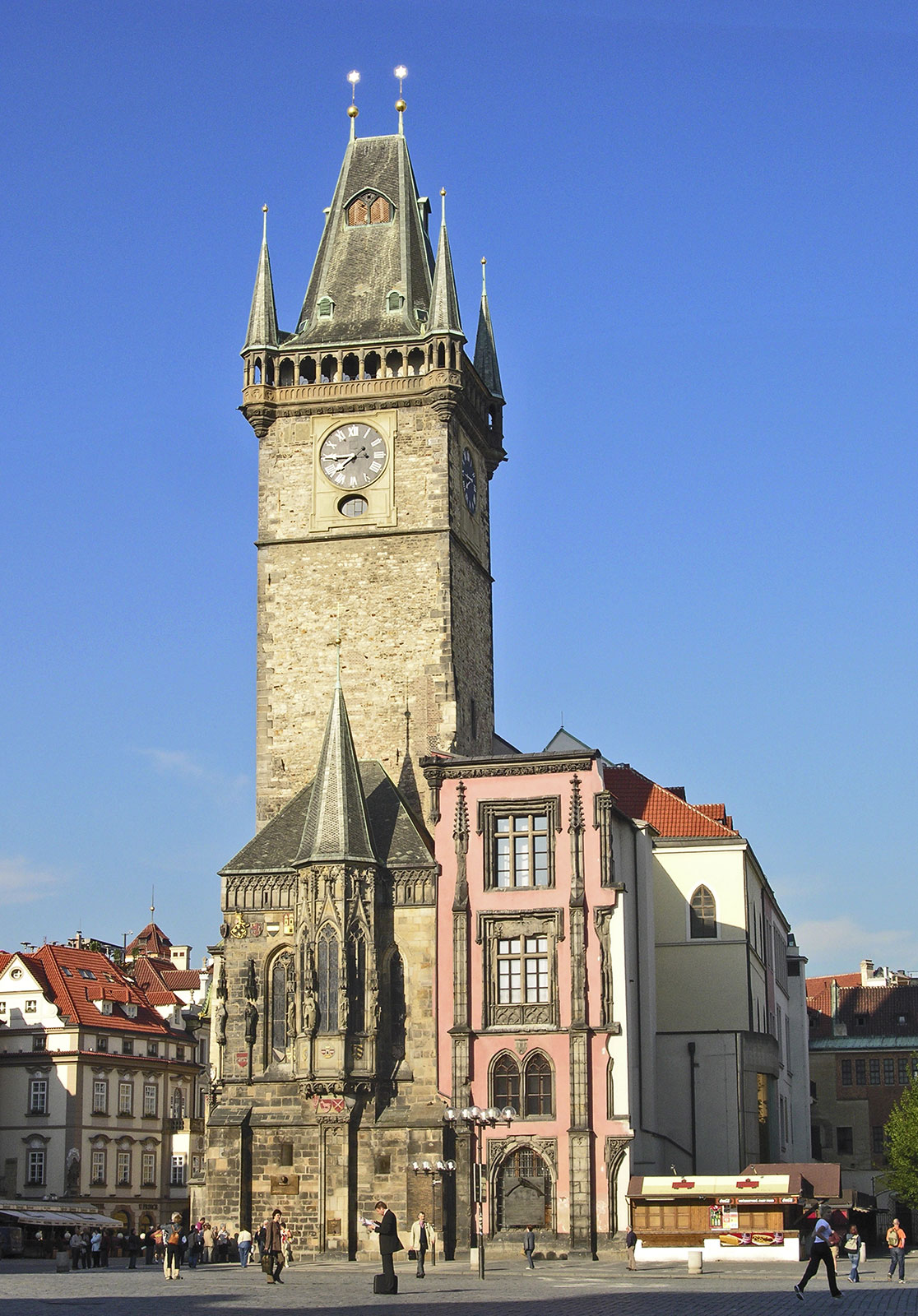
Oude Raadhuis in Praag
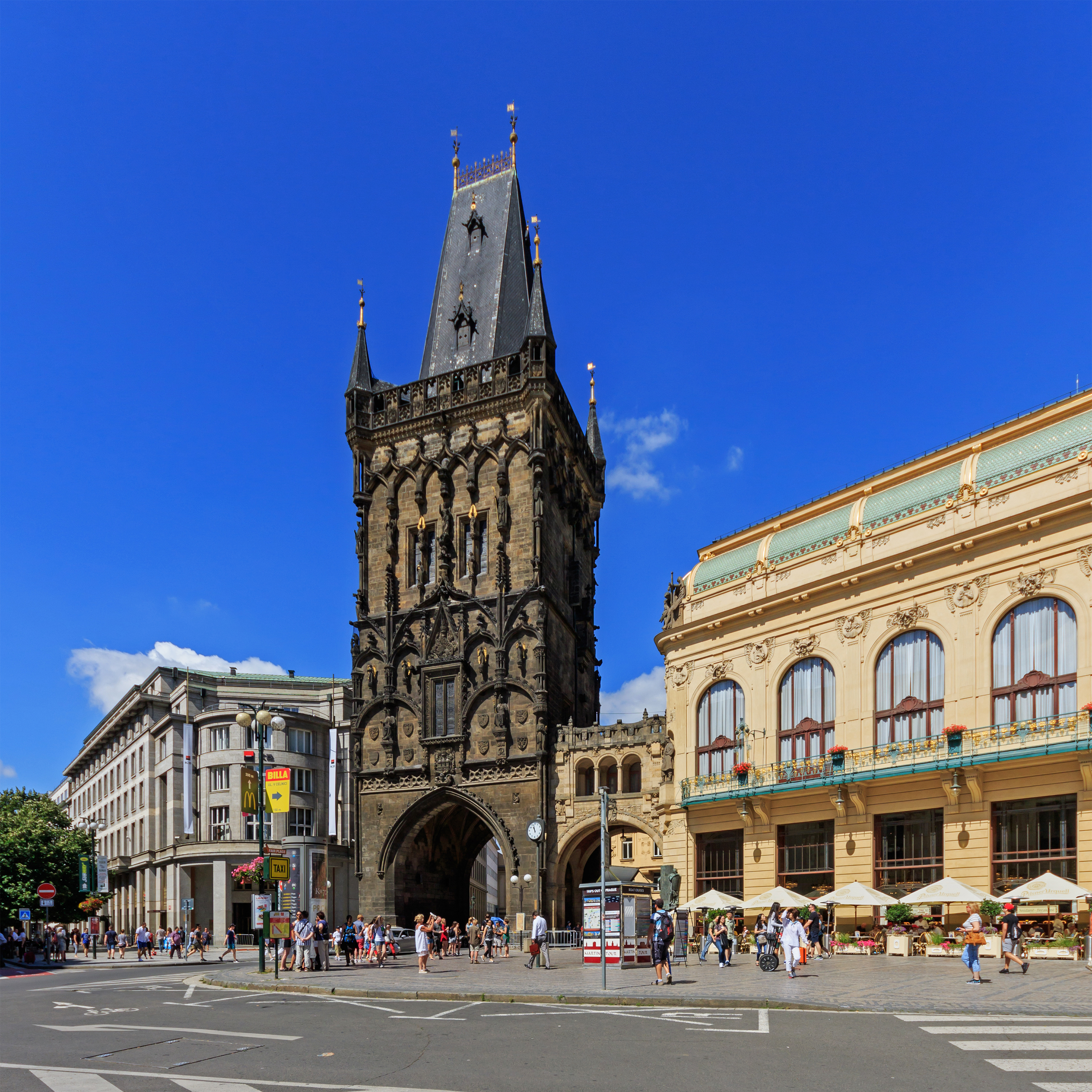
Kruittoren in Praag
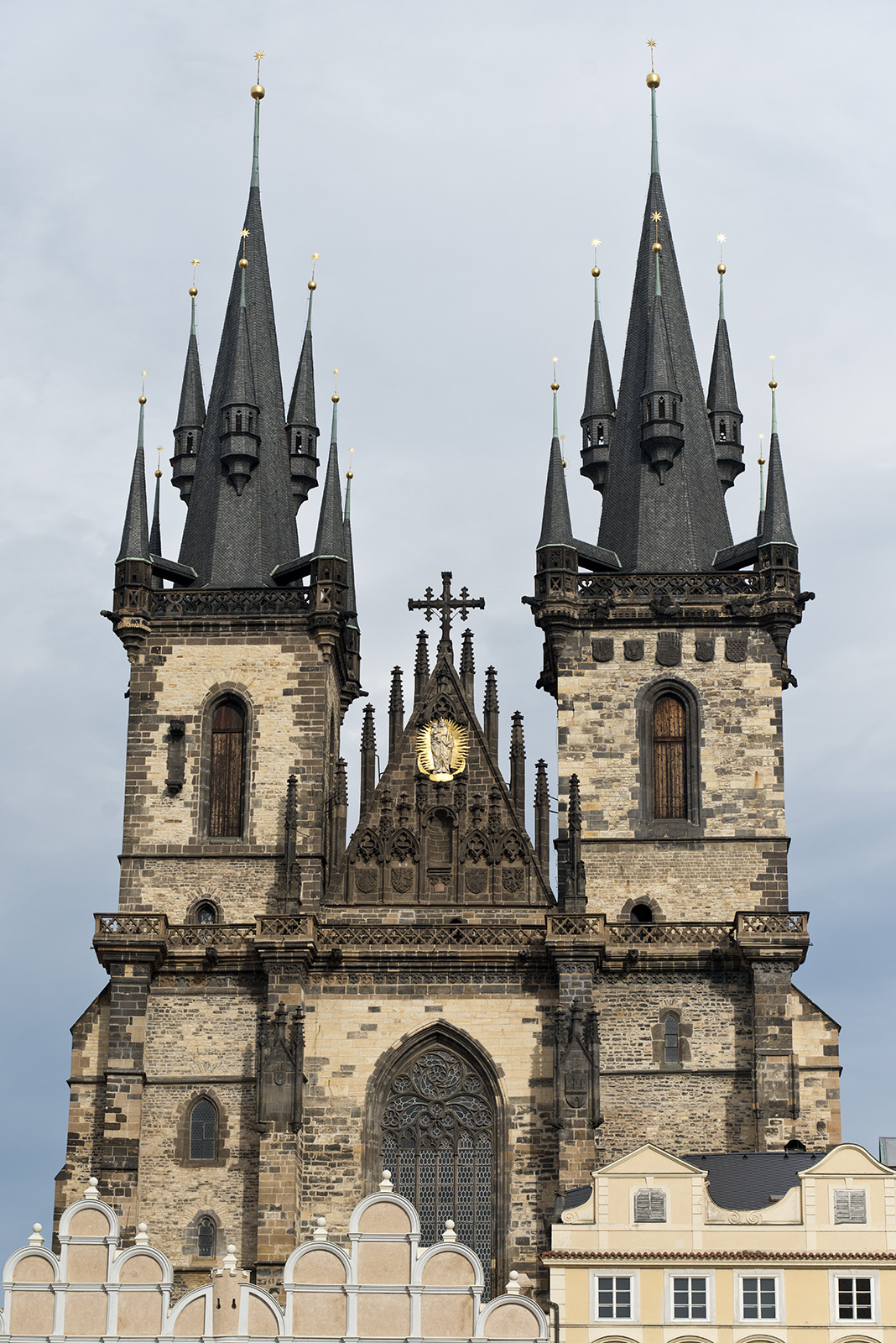
Tynkerk in Praag
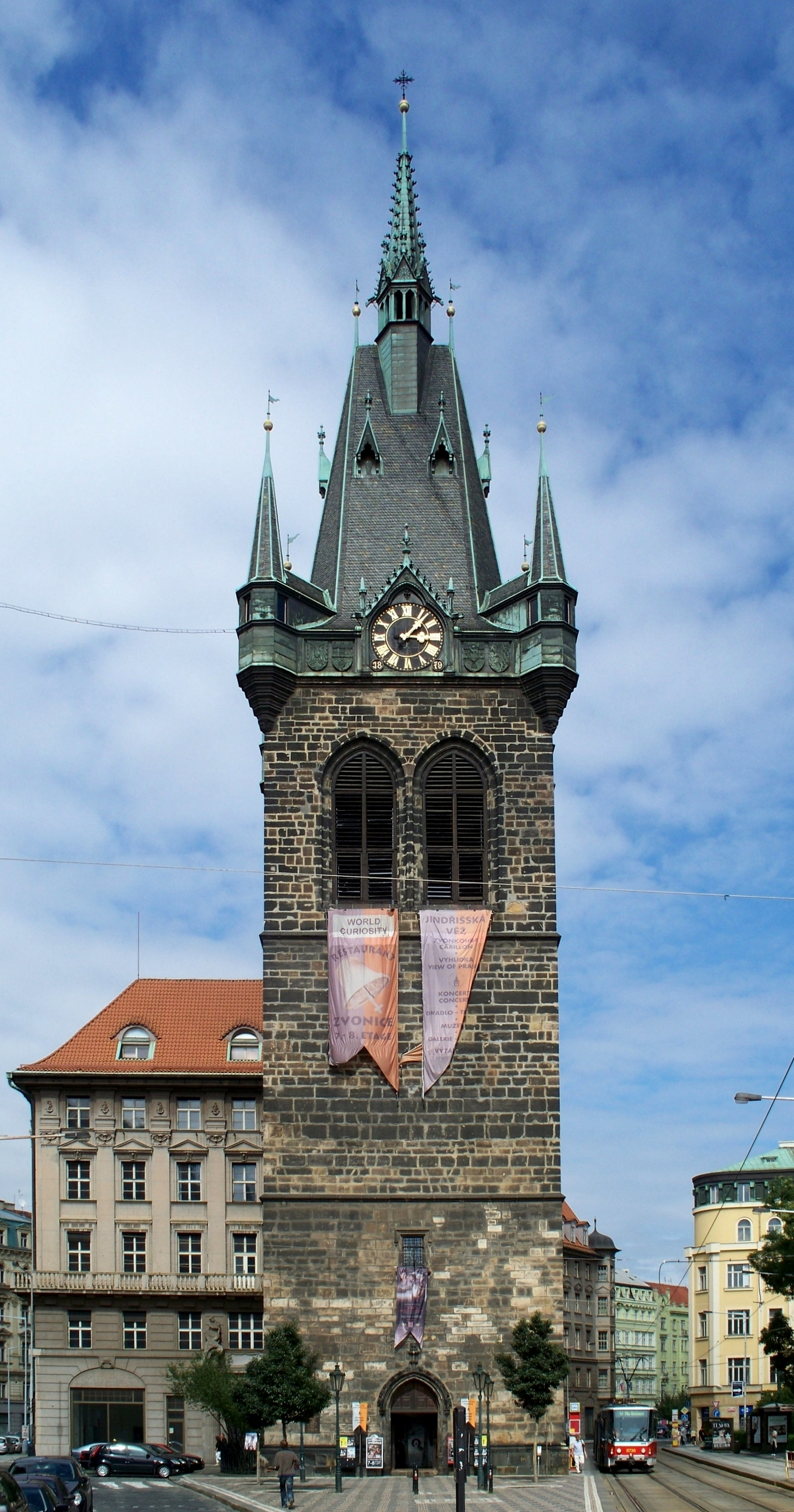
Sint Hendrikstoren in Praag
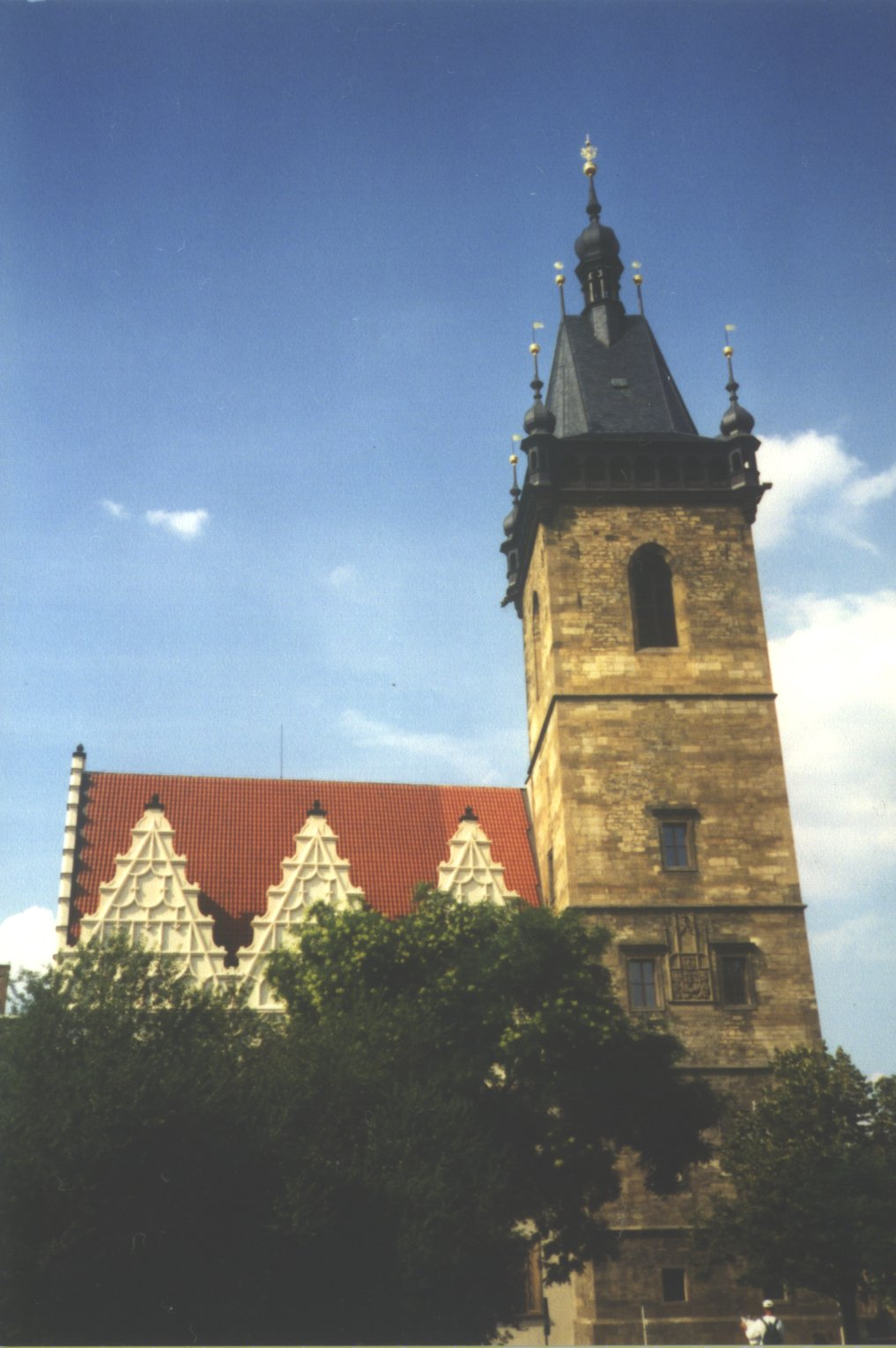
Stadhuis van de Nieuwe Stad in Praag
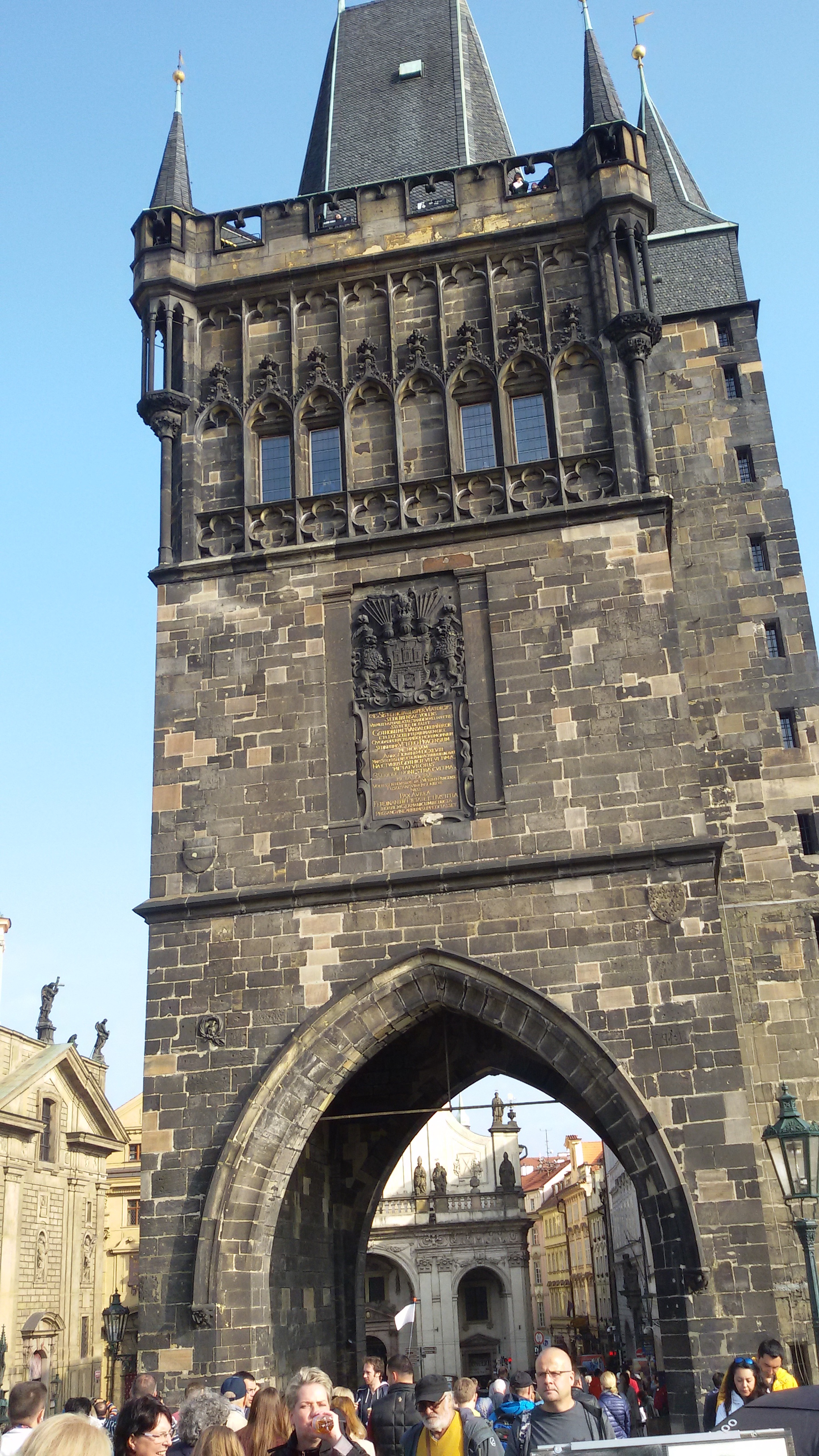
Toren van de Karelsbrug naar de Oude Stad van Praag
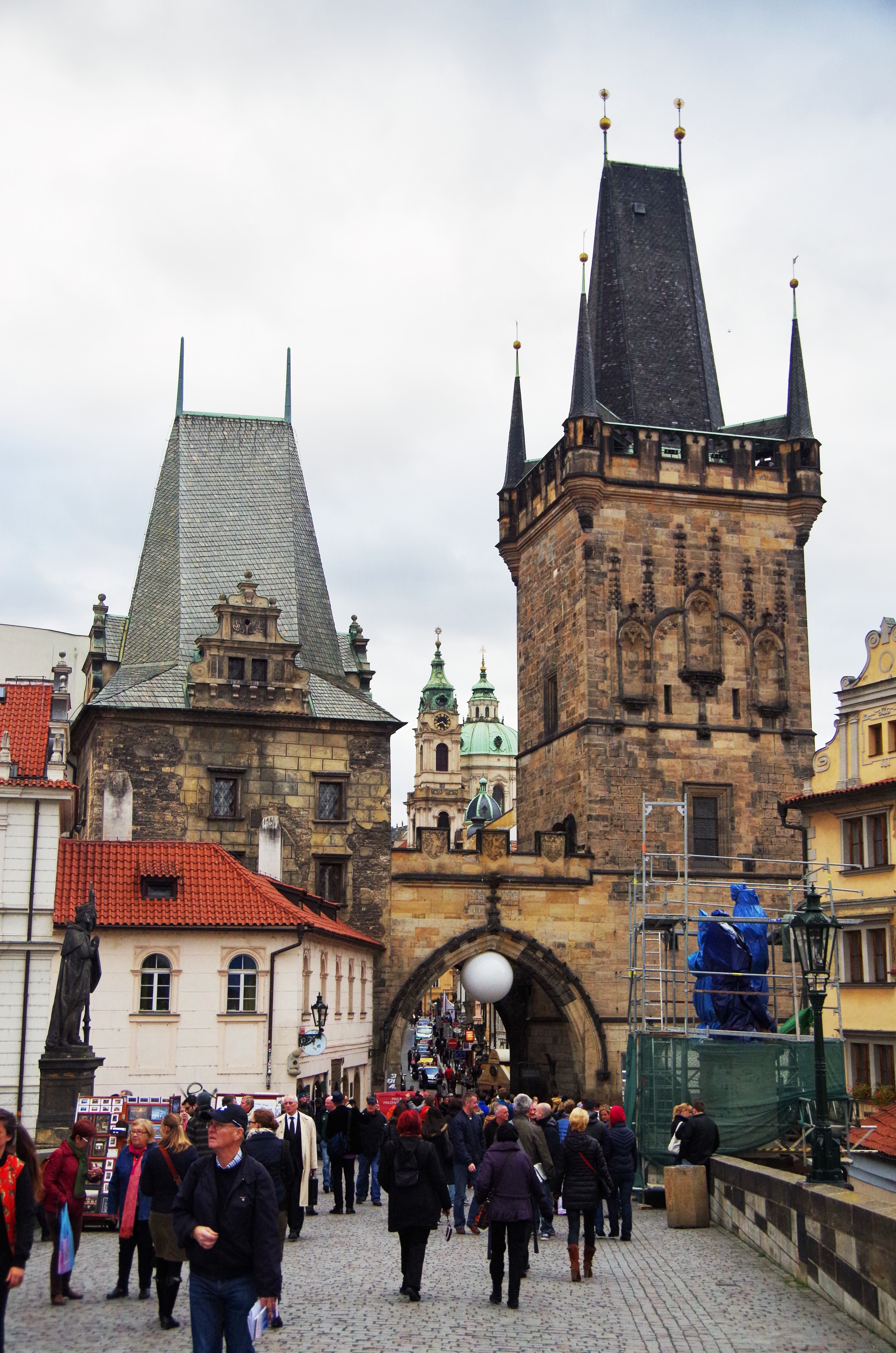
Malá Stranatoren in Praag
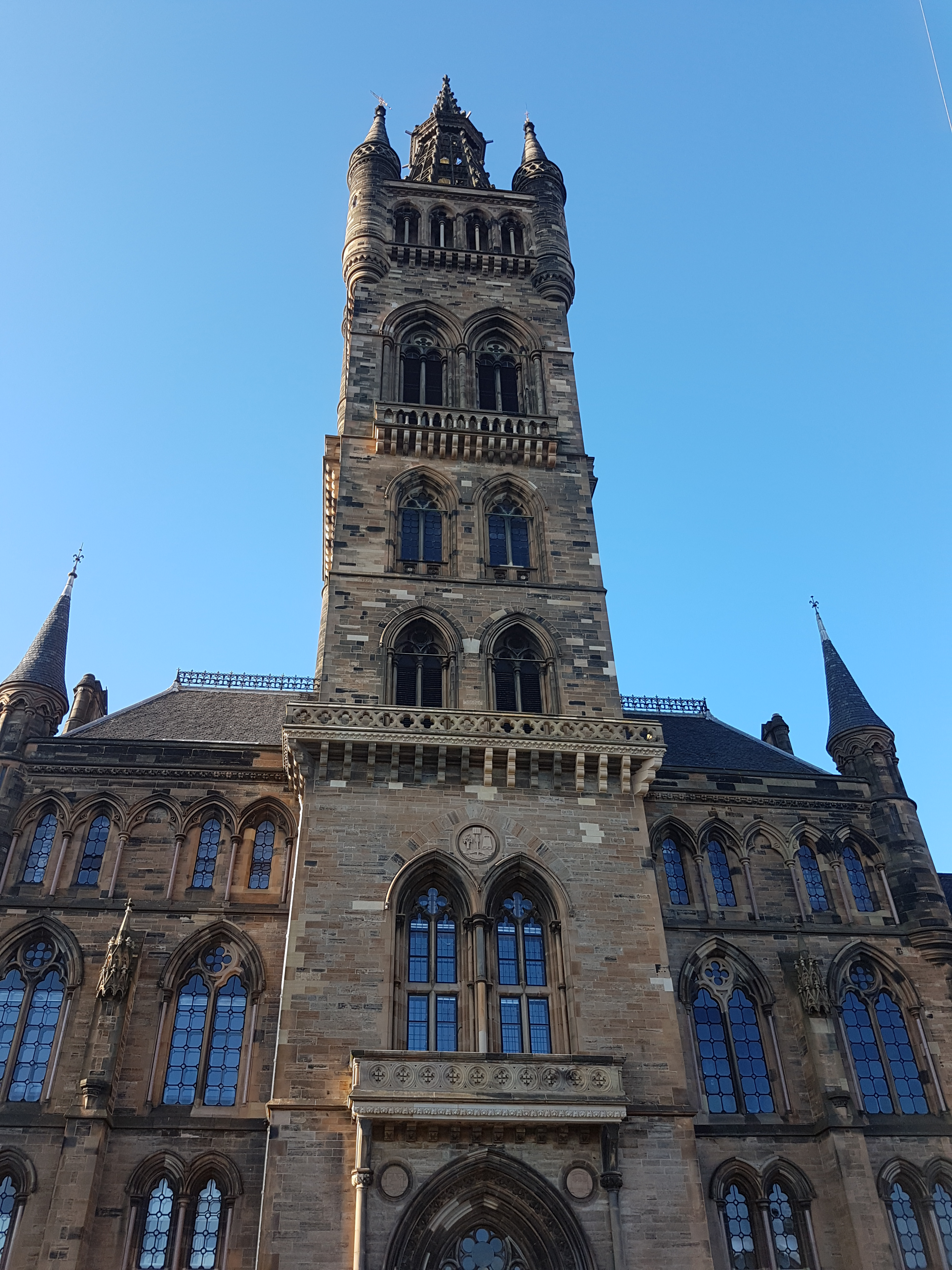
Toren hoofdgebouw Universiteit in Glasgow